# Kazimiera Bujwidowa
Kazimiera Bujwidowa, wł. Kazimiera Bujwid z domu Klimontowicz (ur. 16 października 1867 w Warszawie, zm. 8 października 1932 w Krakowie) – polska działaczka społeczna, publicystka, feministka i ateistka.

## Życiorys
Była nieślubnym dzieckiem Ludwiki Szcześniewskiej i Kazimierza Klimontowicza pochodzącego z drobnej szlachty litewskiej. Po wczesnej śmierci matki została oddana przez ojca pod opiekę jego siostry Karoliny Petroneli Klimontowicz, uczestniczki powstania styczniowego. Ukończyła w Warszawie pensję dla panien zdając egzamin i zdobywając  uprawnienia nauczycielki domowej. Ukończyła również kurs krawiectwa, a jako słuchaczka Uniwersytetu Latającego studiowała nauki biologiczne. W 1886 roku wyszła za mąż za Odona Bujwida, zostając równocześnie laborantką w pracowni męża. 
Para miała 4 córki: Kazimierę (ur. 1888), Zofię (ur. 1890), Jadwigę (ur. 1892) i Helenę (ur. 1897) oraz 2 synów: Stanisława (ur. 1895) i Jana (ur. 1899) .
W 1893 rodzina przeniosła się do Krakowa, gdzie Odo zaczął pracować na Uniwersytecie Jagiellońskim, a Kazimiera objęła najpierw administrację, zaś od 1918 kierownictwo założonego przez męża Zakładu Produkcji Surowic i Szczepionek. W czasie I wojny światowej wraz z mężem i najstarszą córką lekarką prowadziła szpital dla rannych żołnierzy Legionów Polskich.

### Działalność społeczna
Od 1893 działała w Towarzystwie Szkół Ludowych, była współorganizatorką i prezeską krakowskiej czytelni dla kobiet, zajmowała się zakładaniem bezpłatnych czytelni dla młodzieży. W latach 90. XIX wieku oficjalnie wystąpiła z Kościoła rzymskokatolickiego i ogłosiła swoją bezwyznaniowość, co spowodowało ostracyzm towarzyski wobec Bujwidów w konserwatywnym krakowskim środowisku. W latach 1896–1906 przewodniczyła Towarzystwu Gimnazjalnej Szkoły Żeńskiej, doprowadziła do utworzenia pierwszego na ziemiach polskich gimnazjum dla dziewcząt z programem i maturą równorzędną jak w gimnazjach męskich. Zainicjowała akcje pisania indywidualnych i zbiorowych podań kobiet o prawo do studiów – zaowocowało to w 1896 przyjęciem na studia pierwszych studentek. W 1904 roku skierowała do Sejmu Krajowego, a w 1910 do Rady Państwa w Wiedniu petycję w sprawie równouprawnienia kobiet na uniwersytetach. W 1908 zaangażowała się w kampanię przedwyborczą Marii Dulębianki – pierwszej kobiety kandydującej do Sejmu Krajowego. W roku 1910 jako delegatka z Galicji wzięła udział w kongresie spraw kobiecych w Paryżu. W 1912 była delegatką na I Zjazd Austriacki w sprawie praw wyborczych dla kobiet. Podczas I wojny światowej wycofała się z aktywnej działalności  społecznej między innymi z powodu przewlekłej choroby.

### Działalność publicystyczna

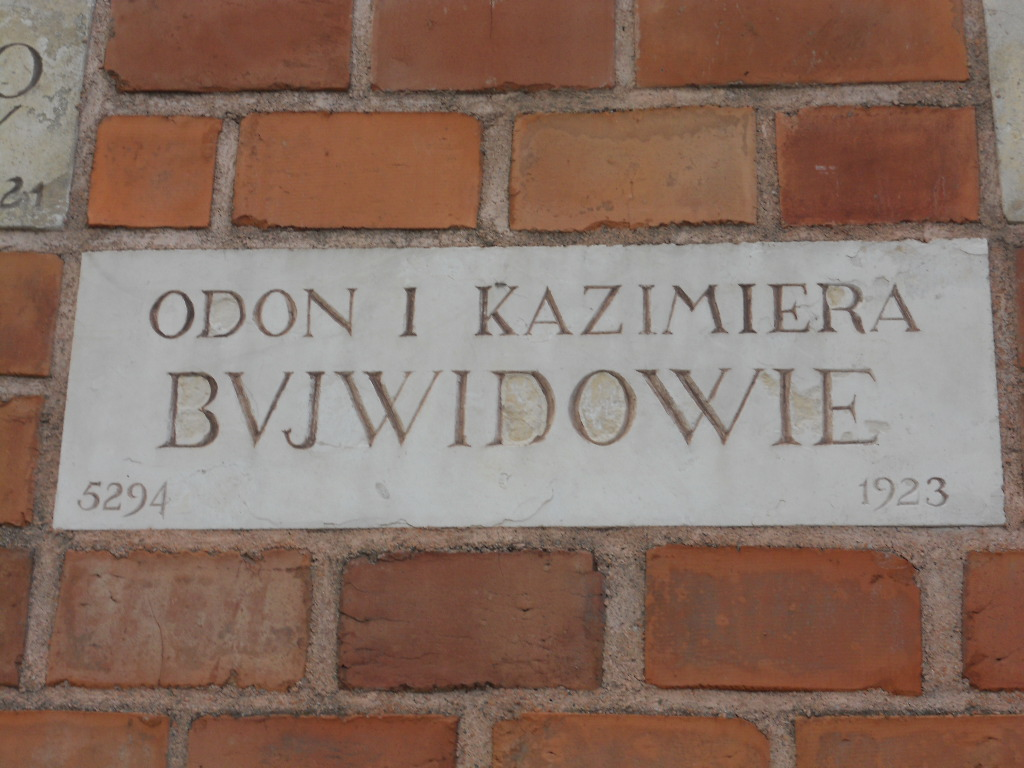
Odo i Kazimiera Bujwidowie zaangażowali się w odnowę Zamku na Wawelu, w zamian za co otrzymali pamiątkową cegiełkę

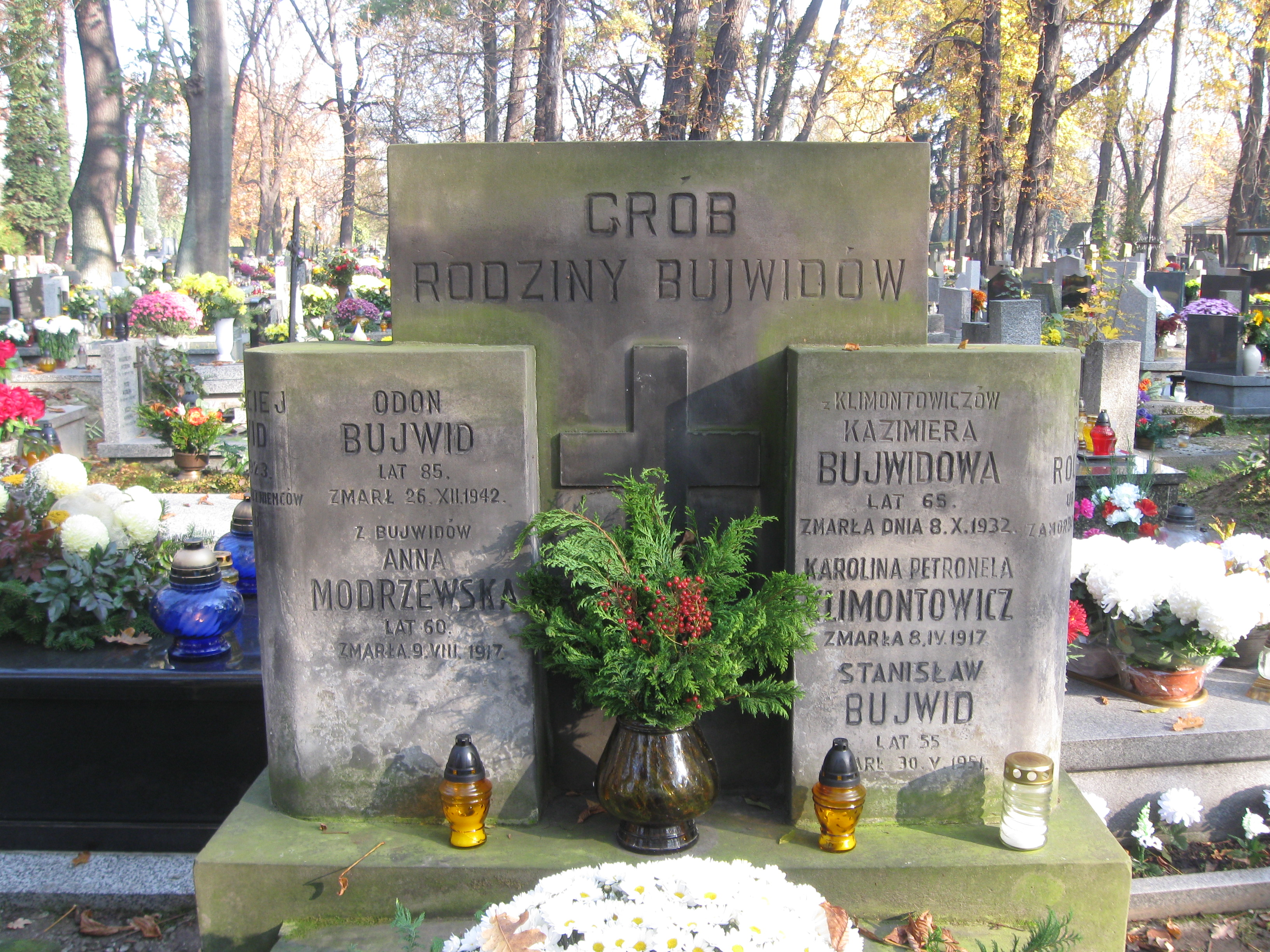
Grobowiec Bujwidów na cmentarzu Rakowickim w Krakowie

Współpracowała w latach 1902–1907 z pismem "Nowa Reforma", a w latach 1907–1911 z pismem "Ster" oraz publikowała w Nowym Słowie. Była autorką broszur feministycznych: Prawa nauczycielek z 1903, Czy kobieta powinna mieć takie same prawa co mężczyzna z 1909, U źródeł kwestii kobiecej z 1910, O postępowym i niepostępowym ruchu kobiecym w Galicji z 1913 roku. Zabierała głos w sprawach edukacji i wychowania dzieci – w 1903 opublikowała broszurę Domy ludowe, a w 1905 Reformę wychowania i ochronę dziecka. W styczniu 1919 roku ukazała się Deklaracja programowa kobiet wobec nadchodzących wyborów do Sejmu Ustawodawczego.

## Upamiętnienie
1 grudnia 2021 Rada Miasta Krakowa zdecydowała o ustanowieniu Nagrody im. Kazimiery Bujwidowej, która ma być wyróżnieniem dla kobiet, które podejmują innowacyjne inicjatywy, działają na rzecz wzmacniania innych kobiet, angażują się w poprawę życia lokalnych społeczności i są inspiracją dla młodego pokolenia dziewcząt i chłopców.